# Gandolf
Gandolf, Gandulf – imię męskie pochodzenia germańskiego, oznaczające "wilkołak". Patronem tego imienia w Kościele katolickim jest bł. Gandolf Sacchi z Binasco.
Gandolf, Gandulf imieniny obchodzi 3 kwietnia.